# Tarcafő
Tarcafő (1899-ig Toriszka, szlovákul: Torysky, németül: Siebenbrunn) község Szlovákiában, az Eperjesi kerület Lőcsei járásában.

## Fekvése
Lőcsétől 14 km-re északkeletre, a Lőcsei-hegység déli részén, a Tarca partján fekszik. Határa mindig gazdag volt erdőkben, rétekben, legelőkben. Itt ered a Tarca-folyó, a település erről kapta a nevét.

## Története
A falut 1284-ben IV. László király oklevelében „Tarchafeu” néven említik először. Az oklevél mindazonáltal nem bizonyítja a falu létezését, hiszen a Tarcafő nevet elsősorban a hely megjelölésére használja. A település területe a középkorban Lőcse városához tartozott. Lőcse város tanácsa 1537.május 3-án kelt határozatával úgy rendelkezett, hogy a városhoz tartozó ezen területet a vlach jog alapján ruszinokkal telepíti be. A korabeli források a falut „Torizka”, „Torizka alias Kystarcza”, illetve németül „Siebenbrunn”, azaz a Tarca hét forrása után Hétforrás néven említik. Lakói, akik később elszlovákosodtak Lőcse városának adófizetéssel és robottal tartoztak. A falu név szerint ismert első bírája 1551-ben egy bizonyos Jacko volt. A 16. században malom és fűrésztelep működött a területén, lakói juhtenyésztéssel, erdei munkákkal foglalkoztak.
1598-ban 28 ház állt a településen, ezzel már a nagyobb falvak közé tartozott. A ruszin lakosság a görögkatolikus hitet hozta magával. Első fatemplomuk a 17. században épült. 1663-ból ismert a falu első plébánosa: Szambronszky Lukács is, aki ebben az évben építteti fel a falu első plébániáját. A lakosság száma ezután is lendületesen gyarapodott, 1667-ben 47 jobbágyháza és 16 zsellérháza volt. A falu második fatemploma 1730-ban épült és Mihály arkangyal tiszteletére szentelték. 1773-ban 67 ház állt itt. 1787-ben 88 házában 785 lakos élt. Szent Mihály látható a falu 1788-ból származó pecsétjén is, melyet a falu mai címere is megőrzött.
A 18. század végén Vályi András így ír róla: „TORISZKA. Toris. Tót falu Szepes Várm. földes Ura Lőtse Városa, lakosai katolikusok; határja meglehetős.”
Az iskola meglétéről az első forrás 1800-ból származik. A falu lakói hagyományosan állattartásból, pásztorkodásból, favágásból, fuvarozásból, fazsindely készítésből, szűcsmesterségből éltek, a nők pedig főként vászonszövéssel foglalkoztak. 1828-ban 185 háza volt 1336 lakossal.
Fényes Elek 1851-ben kiadott geográfiai szótárában így ír a faluról: „Toriszka, orosz falu, Szepes vmegyében, ut. p. Lőcséhez 2 1/2 óra, hegyek közt: 458 g. kath. lak. Lőcse város birja.”
1861-ben már kőből épült fel a falu mai temploma klasszicista stílusban, a Segítő Szűzanya tiszteletére. A növekedés lendülete csak a 19. század végén tört meg, 1880 és 1890 között ugyanis sok lakója kivándorolt a tengerentúlra. A trianoni diktátum előtt Szepes vármegye Lőcsei járásához tartozott.

## Népessége
| Év:            | 1994. | 2004.   | 2014.    | 2024.   |
| -------------- | ----- | ------- | -------- | ------- |
| Emberek száma: | 431   | 392     | 350      | 321     |
| Eltérés:       |       | -9,04 % | -10,71 % | -8,28 % |

| Év:            | 2023. | 2024.   |
| -------------- | ----- | ------- |
| Emberek száma: | 324   | 321     |
| Eltérés:       |       | -0,92 % |

1910-ben 886, túlnyomórészt szlovák anyanyelvű lakosa volt.
2001-ben 416 lakosából 399 szlovák és 10 ruszin volt.
2011-ben 354 lakosából 209 szlovák és 129 ruszin volt.

## Neves személyek
- Itt született 1732-ben Bradács János görögkatolikus pap, az első független Munkácsi püspök.
- Itt hunyt el 1956-ban repülőgépszerencsétlenségben Jozef Bánsky író.

## Nevezetességei
- A Segítő Szűzanya tiszteletére szentelt, görögkatolikus temploma 1861-ben épült klasszicista stílusban.
- Kápolnája a 19. század elején épült.